# بوهينية
بُوهِيْنِيَة أو بوهينيا (الاسم العلمي: Bauhinia)، هو نبات ينتمي إلى بقولية (فصيلة: Fabaceae). الاسم العلمي مُهدى إلى عالِم النّبات السّويسري Bauhin من القرن السّادس عشر.

## معرض صور

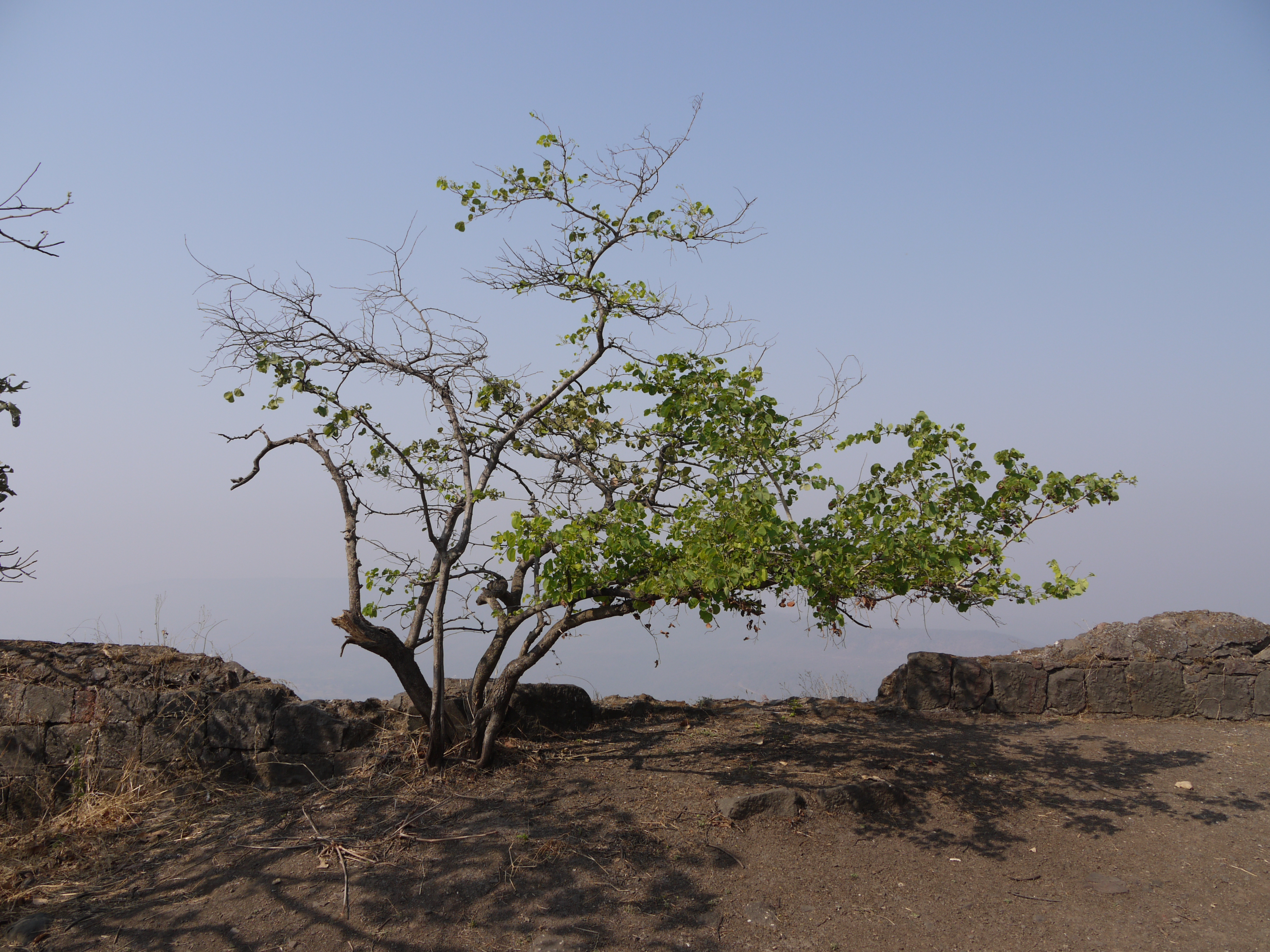
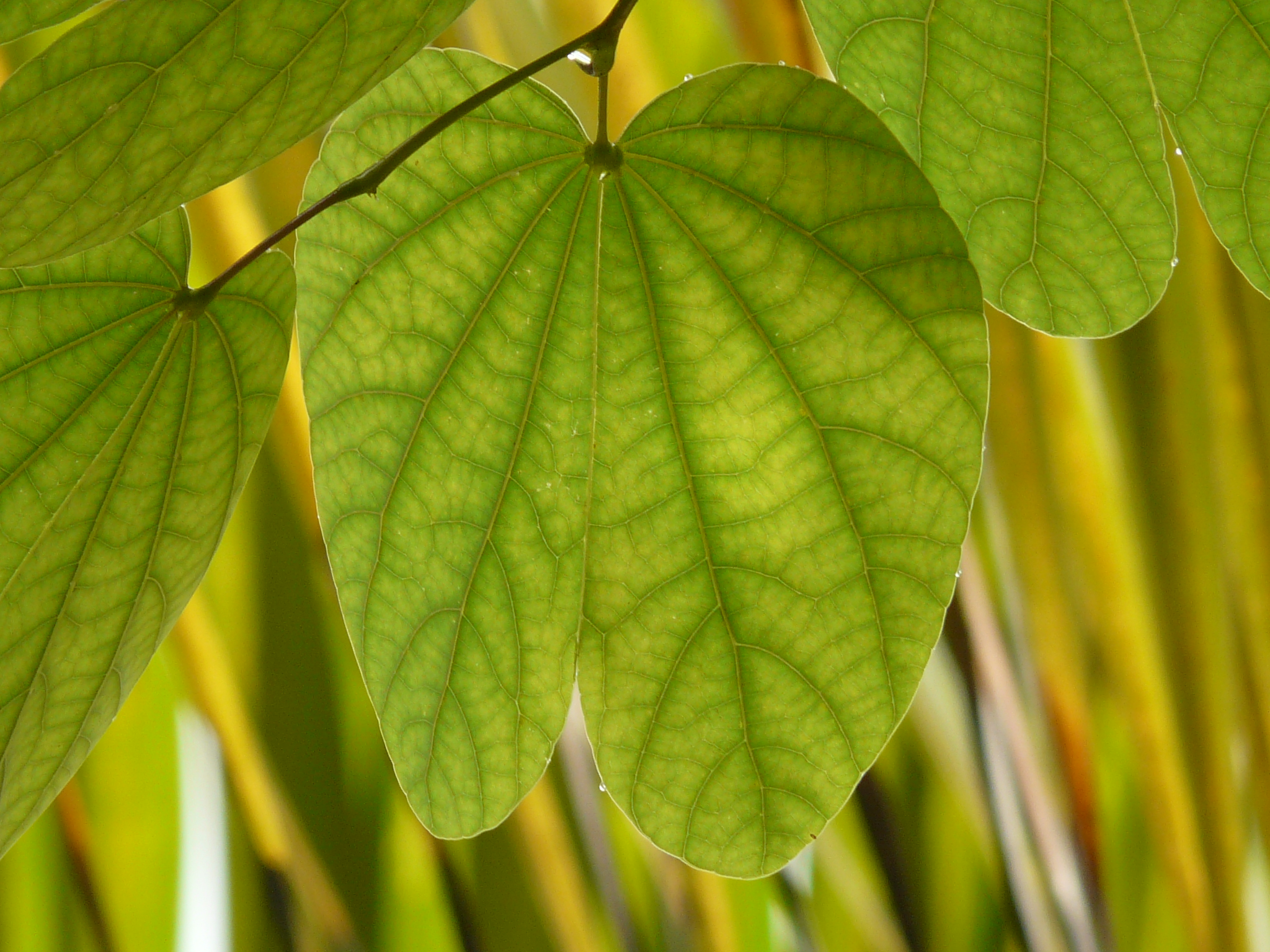
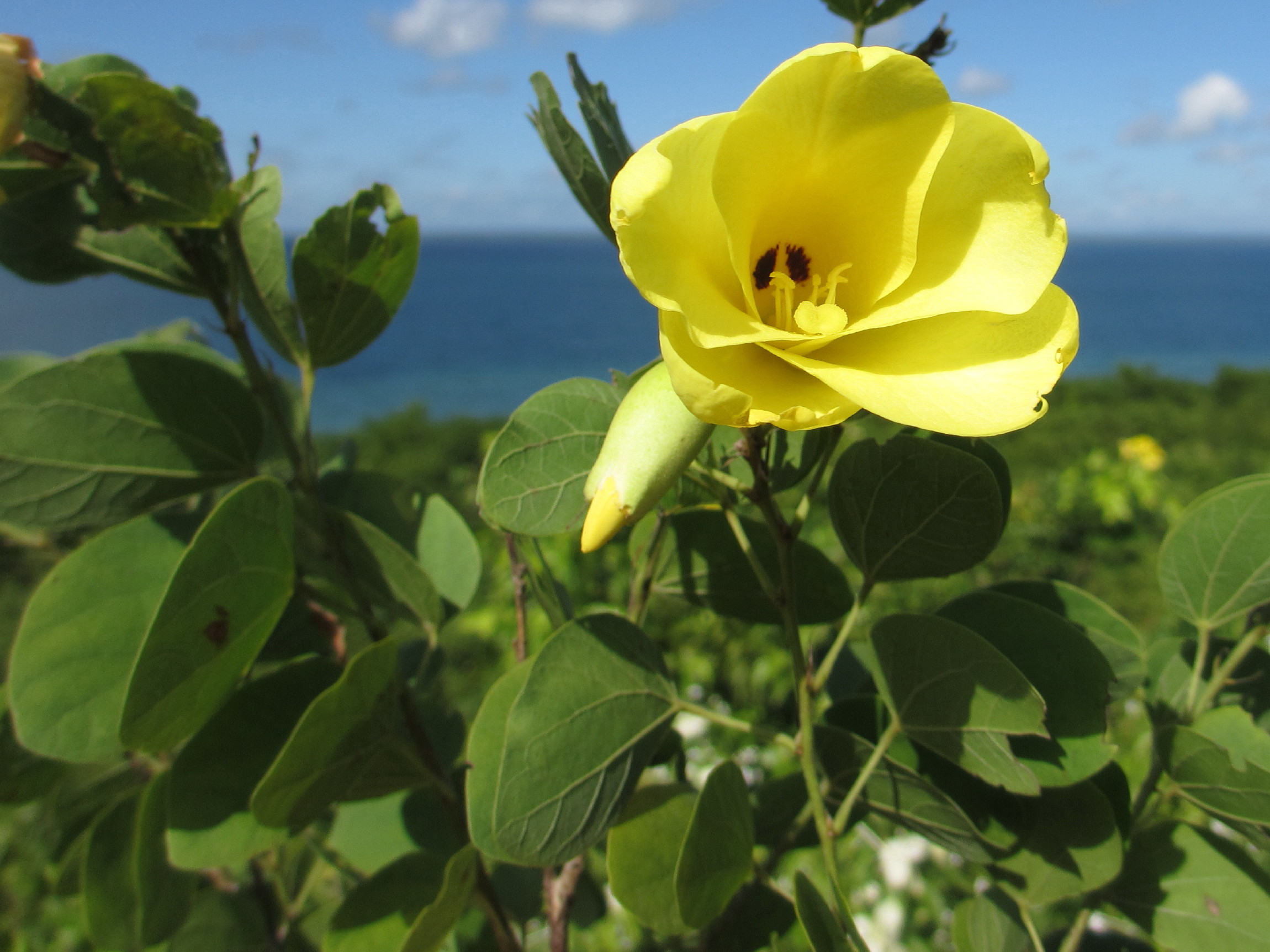
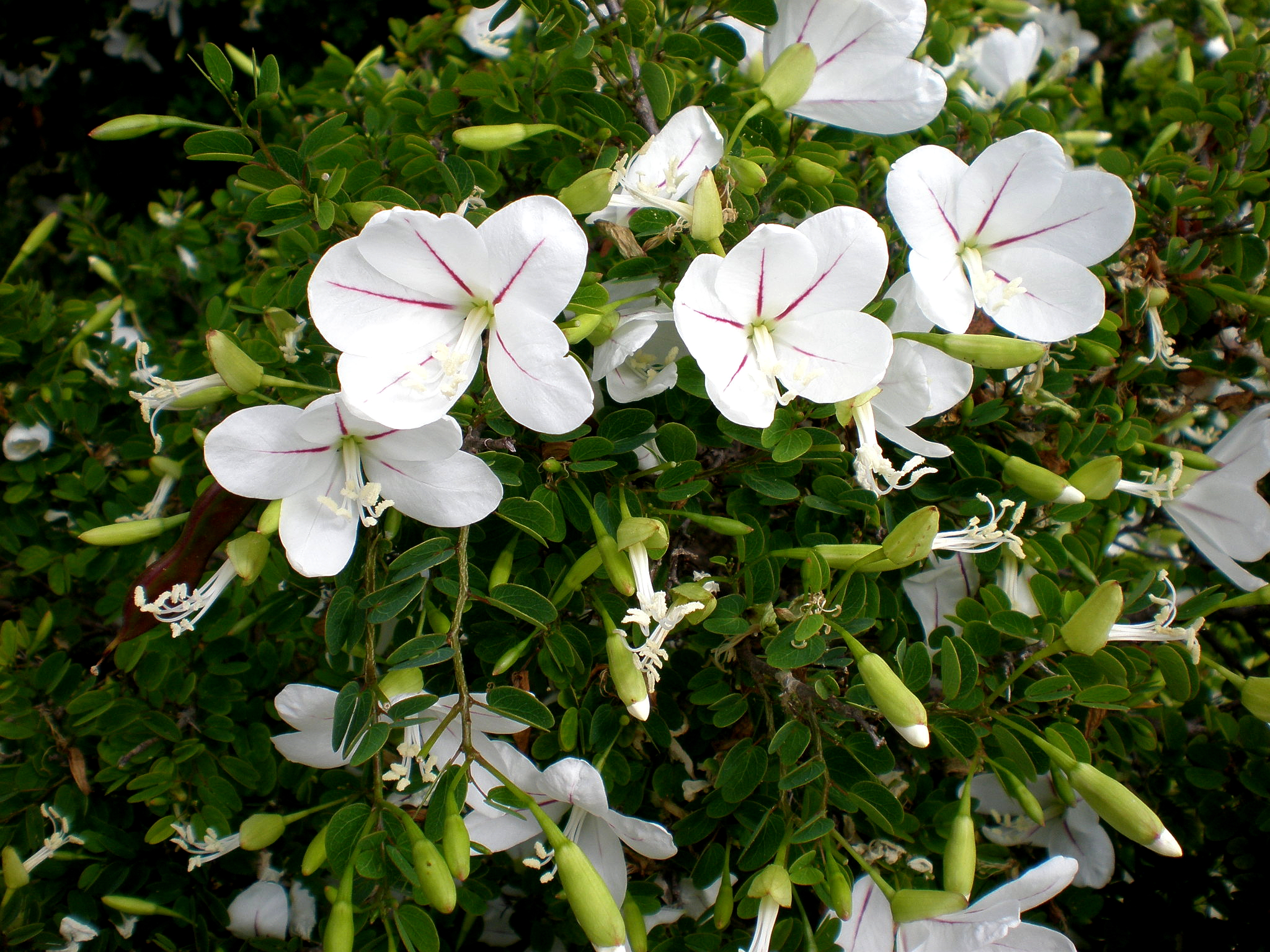
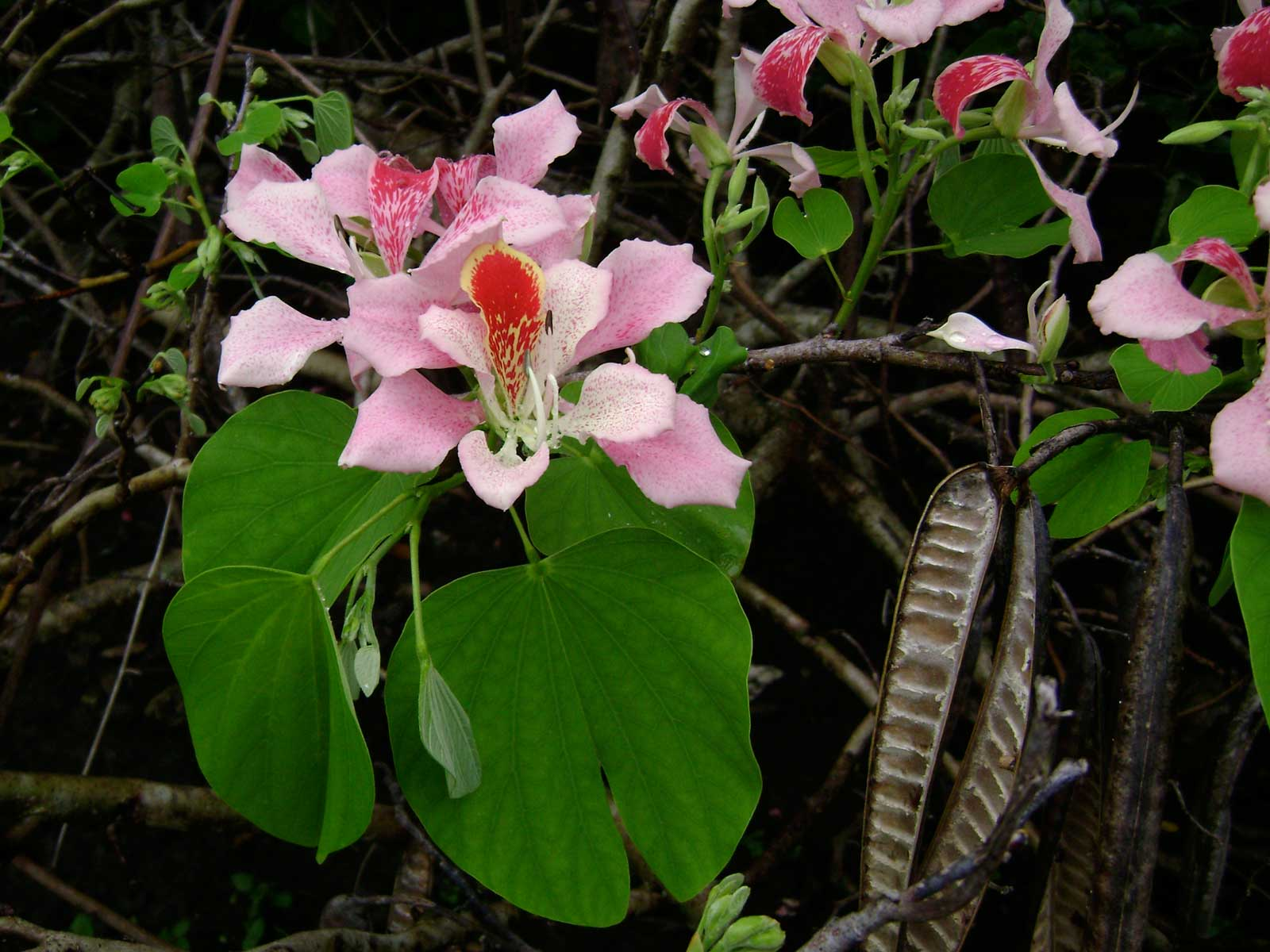
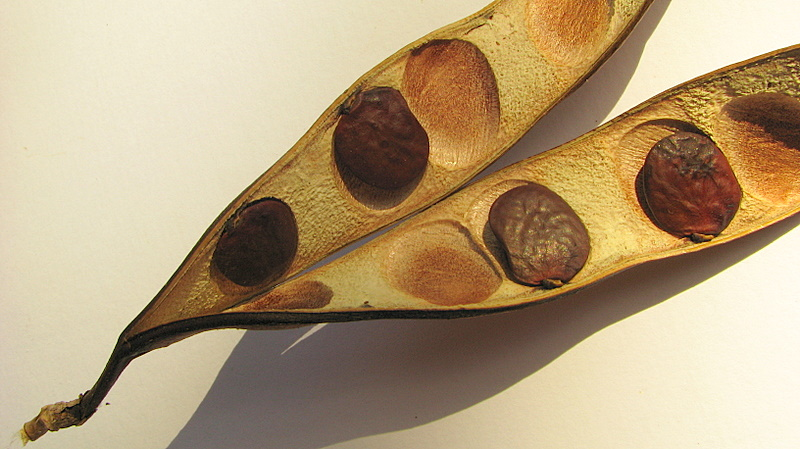